# Medora (Indiana)
Medora – miasto w Stanach Zjednoczonych, w stanie Indiana, w hrabstwie Jackson.